# Eugene Sseppuya
Andrew Eugene Sseppuya (Kampala, 1º aprile 1983) è un ex calciatore ugandese, di ruolo attaccante.

## Carriera

### Nazionale
Tra il 2007 ed il 2010 ha totalizzato complessivamente 8 presenze e 2 reti con la maglia della nazionale ugandese.

## Statistiche

### Cronologia presenze e reti in nazionale
| Cronologia completa delle presenze e delle reti in nazionale ― Uganda | Cronologia completa delle presenze e delle reti in nazionale ― Uganda | Cronologia completa delle presenze e delle reti in nazionale ― Uganda | Cronologia completa delle presenze e delle reti in nazionale ― Uganda | Cronologia completa delle presenze e delle reti in nazionale ― Uganda | Cronologia completa delle presenze e delle reti in nazionale ― Uganda | Cronologia completa delle presenze e delle reti in nazionale ― Uganda | Cronologia completa delle presenze e delle reti in nazionale ― Uganda |
| Data                                                                  | Città                                                                 | In casa                                                               | Risultato                                                             | Ospiti                                                                | Competizione                                                          | Reti                                                                  | Note                                                                  |
| --------------------------------------------------------------------- | --------------------------------------------------------------------- | --------------------------------------------------------------------- | --------------------------------------------------------------------- | --------------------------------------------------------------------- | --------------------------------------------------------------------- | --------------------------------------------------------------------- | --------------------------------------------------------------------- |
| 26-5-2007                                                             | Kampala                                                               | Uganda                                                                | 1 – 1                                                                 | Tanzania                                                              | Amichevole                                                            | -                                                                     | ?’                                                                    |
| 19-6-2007                                                             | Maseru                                                                | Lesotho                                                               | 0 – 0                                                                 | Uganda                                                                | Qual. Coppa d'Africa 2008                                             | -                                                                     | 46’                                                                   |
| 31-5-2008                                                             | Kampala                                                               | Uganda                                                                | 1 – 0                                                                 | Niger                                                                 | Qual. Mondiali 2010                                                   | -                                                                     | 59’                                                                   |
| 8-6-2008                                                              | Cotonou                                                               | Benin                                                                 | 4 – 1                                                                 | Uganda                                                                | Qual. Mondiali 2010                                                   | 1                                                                     | 80’                                                                   |
| 14-6-2008                                                             | Kampala                                                               | Uganda                                                                | 3 – 1                                                                 | Angola                                                                | Qual. Mondiali 2010                                                   | 1                                                                     | 58’                                                                   |
| 23-6-2008                                                             | Luanda                                                                | Angola                                                                | 0 – 0                                                                 | Uganda                                                                | Qual. Mondiali 2010                                                   | -                                                                     | 50’ 62’                                                               |
| 12-10-2008                                                            | Kampala                                                               | Uganda                                                                | 2 – 1                                                                 | Benin                                                                 | Qual. Mondiali 2010                                                   | -                                                                     | 57’                                                                   |
| 9-10-2010                                                             | Kasarani                                                              | Kenya                                                                 | 0 – 0                                                                 | Uganda                                                                | Qual. Coppa d'Africa 2012                                             | -                                                                     | 56’                                                                   |
| Totale                                                                |                                                                       | Presenze                                                              | 8                                                                     |                                                                       | Reti                                                                  | 2                                                                     |                                                                       |

## Palmarès

### Club

#### Competizioni nazionali
- Campionato ugandese: 4

Villa: 1998, 1999, 2000, 2001
- Coppa d'Uganda: 2

Villa: 1998, 2000